# 拯救你的最初咒語
《拯救你的最初咒語》（キミを救う最初の呪文）是日本輕小說家須堂項在MF文庫J發表的輕小說，插畫為なごやこーちん。
是作者第4套作品，暫時出版2集，台灣中文版由東立出版社代言。

## 故事概要
少年山根勇治有一天在放學途中的堤防上遇見一名可愛的少女，她突然世界在未來會因他而毀滅為理由攻擊他，因而捲入魔法與未來的事件之中。

## 登場人物

### 主要角色
山根勇治
本書主角。福山高中二年級，學號十九號，血型O型。對於有興趣的東西記憶力超強，但功課方面則是例外。
琉璃花
突然出現在山根勇治面前並攻擊他的少女，自稱來自未來，稱號「冰結魔導師」的魔法師，身邊有一隻幫助她的科技與魔法結晶的機械貓。有點少一根筋。
山根那奈
山根勇治的妹妹，其實兩人並沒有血緣關係，喜歡勇治，和田中一海有定下追求勇治不能偷跑的約定。
田中一海
山根勇治的同班同學，為了阻止其父親的野心，把他父親正在研究的咒語書偷出來，喜歡勇治，和山根那奈有定下追求勇治不能偷跑的約定。
代田香織
一位穿著女僕裝的女子，自我介紹時說自己二十一歲，出身地則是某個鄉下的山中的無名小村，自稱要去田中一海他家工作的女僕，其實還是一位忍者，也就是女僕忍者。

## 出版書籍

### 日文版
1. ISBN 978-4-8401-1518-6
2. ISBN 978-4-8401-1710-4

### 中文版
1. 拯救你的最初咒語　01　 　ISBN 978-986-11-9595-5
2. 拯救你的最初咒語　02　 　ISBN 978-986-11-9596-4

## 外部連結
- 東立官方網站-拯救你的最初咒語 01
- 東立官方網站-拯救你的最初咒語 02[永久]
- MF文庫J官方網站 （页面存档备份，存于）